# Bocaina de Minas
Bocaina de Minas es un municipio brasilero del estado de Minas Gerais, en la microrregión de Andrelândia. Su población estimada en 2006 era de 5.012 habitantes. El área es de 502,7 km², y la altitud de 1.210 metros con una densidad demográfica de 9,95 hab/km². 